# Máxima FM
Máxima FM fue una cadena de radio española de música electrónica, perteneciente a Prisa Radio. Emitía en streaming (a través de su web y aplicación móvil) y en algunos puntos del país en FM, tras el paso el 1 de octubre de 2018, de la mayoría de sus diales a SER+. Las emisiones finalizaron tras 17 años en antena, el 9 de octubre de 2019 a las 14:00 al ser sustituida por Los 40 Dance. La penúltima y última canción emitidas fueron Levels y Alone respectivamente.

## Historia
Máxima FM  salió en 2002, como una emisora dedicada exclusivamente a la música electrónica en todas sus vertientes, incluida la música negra. El comienzo de este proyecto coincidió con el ascenso de Toni Sánchez, antiguo presentador del magacín Lo+40 de Los 40, al puesto de subdirector de la Cadena SER. Al frente de la emisora, como coordinador, estaba Ricky García (actualmente en Europa FM), antes presentador de Tendance y World Dance Music en Los 40.
No fue el primer proyecto dedicado a esta vertiente musical, y de hecho la competencia era dura. La más importante de las emisoras dance existentes a nivel nacional, tanto por historia como por número de frecuencias y oyentes, es, tras dejar de emitir Máxima FM, Loca FM desde 1998. Además, existían otros proyectos locales, como Flaix FM en Cataluña y pionera en este estilo musical. 
Inició sus emisiones el 28 de marzo de 2002, en los diales de Sinfo Radio Antena 3, en sustitución de esta emisora. En 2013, en la segunda ola del EGM, hizo su récord de oyentes, con 878.000 y con 34 emisoras. Comenzó a decaer por el 2014, cuando se fue Dani Moreno de El Gallo Máximo para conducir Anda ya de LOS40, cambiando un poco su estilo. El 1 de octubre de 2018, Máxima FM fue sustituida en la mayoría de sus diales por la emisora de la Cadena SER (SER+), manteniendo sus emisiones en streaming a través de su web y aplicación móvil.
El 9 de octubre de 2019 en un comunicado en la web de LOS40, se confirmó que Máxima FM pasaría a ser ese mismo día desde las 14h LOS40 Dance, la emisora creada bajo el amparo de la marca LOS40, para reflotar la marca. La presentación oficial de la nueva emisora que sustituyó a Máxima FM, fue el 10 de octubre de 2019 en Zaragoza, en el concierto LOS40 Dance Independance (anteriormente Máxima Independance).

## Programación
Su programación se basaba en la música electrónica, concretamente dance (música de baile electrónica). Su columna vertebral era "Fórmula Máxima", una radiofórmula donde se reproducían sobre todo los éxitos comerciales del momento. Además, existían programas que abarcaban géneros de música electrónica como house (en sus diversos subgéneros), techno, trance, mákina, hard dance o chill out, así como funk; más o menos presentes dependiendo de las distintas temporadas.

## Locutores y DJs
- Arturo Grao (2002-2019)
- Jesús Sánchez Yeste (2002-2011)-(2016-2019)
- Roger Sánchez (*) (2002-2012)-(2015-2019)
- José Manuel Duro (2005-2019)
- Enric Font (2010-2019)
- Ramsés López (2012-2019)
- DJ Nano (2013-2019)
- Albert Neve (2016-2019)
- Abel Ramos (2016-2019)
- Paul van Dyk (*) (2016-2019)
- Steve Aoki (*) (2016-2019)
- Martin Garrix (*) (2016-2019)
- Javi Sánchez (2016-2019)
- Germán Pascual (2016-2019)
- Luis López (2002)-(2017-2018)
- José AM (2005-2018)
- Hector Ortega (2015-2018)
- Myriam Rodilla (2016-2018)
- Jesus Taltavull (2017-2018)
- Tiësto (*) (2018?)
- Carl Cox (*) (2006-2017)
- Sergi Sánchez (2013-2017)
- Charlie Jimenez (2016-2017)
- Almudena Navarro (2002-2016)
- Miguel Vizcaíno (2002-2016)
- David Álvarez (2012-2016)
- Jesús Sánchez Torres (2014-2016)
- Armin van Buuren (*) (2014-2016)
- Xavi Alfaro (2008-2015)
- Ernest Codina (2014-2015)
- Dani Moreno (2002-2014)
- Miguel Ángel Roca (2002-2014)
- JL García (2004-2014)
- Wally Lopez (2005-2014)
- Adria Ortega (2012-2013)
- Oriol Carrió (2002-2012)
- Roberto Hergueta aka Robert Power (2002-2012)†
- Óscar Martínez (2008-2012)
- Adrián Soler (2009-2012)
- Oriol Farre (2007-2009)
- Josep Barrado (2007-2008)
- Marsal Ventura (2004-2007)
- Albert Gómez (2005-2007)
- Xavi Pasquina (2007-2007)
- DJ Neil (2002-2006)
- Javier Elipe (2002-2006)
- Patricia Dann (2004-2006)
- Jonathan Castilla (2002-2005)
- Toni Peret (2002-2004)
- Fabyan Salvador (2002-2004)
- Alvaro Reina (2002-2004)
- Carlos Jean (2002-2003)
- Leo Garriga (2002-2003)
- Ricky García (2002-2003)
- Ricard Robles (2002-2003)
- Ángel Molina (2002-2003)
- Sergi Durán (2002-2002)

(*) Los artistas marcados con un asterisco no eran locutores de la cadena, sino que la cadena retransmitía programas internacionales ajenos a la misma, presentados por dichos artistas.

## Antiguas frecuencias

### FM

#### Andalucía
- Cádiz: 93.2 FM (Posteriormente SER+ Provincia de Cádiz)
- Granada: 96.8 FM (Posteriormente Los 40 Dance, actualmente LOS40 Urban)
- Lucena: 97.3 FM (Posteriormente Cadena Dial)
- Málaga: 88.5 FM (Posteriormente Los40 Classic) y 101.1 FM (Posteriormente Rock FM)
- Sevilla: 96.5 FM (Posteriormente SER+ Provincia de Sevilla)

#### Andorra
- Andorra la Vieja: 92.1 FM (Posteriormente SER Cataluña)

#### Aragón
- Bajo Aragón: 90.4 FM (Posteriormente LOS40) y 92.5 FM (Posteriormente M80 Radio (Actualmente LOS40 Classic))
- Ejea de los caballeros : 105.7 (Posteriormente Los40)
- Huesca : 88.9 FM (Posteriormente M80 Radio (Actualmente LOS40 Classic))
- Zaragoza: 92.0 (Posteriormente LOS40 Dance (Actualmente LOS40 Urban))

#### Asturias
- Grado: 94.7 FM (Posteriormente Los40 Dance y actualmente LOS40 Urban)

#### Canarias
- Las Palmas de Gran Canaria: 102.7 FM (Posteriormente Los40 Dance)
- Santa Cruz de Tenerife: 91.1 FM (Posteriormente SER+ Cabildo Insular de Tenerife)

#### Castilla-La Mancha
- Albacete: 101.0 FM (Posteriormente SER+ Provincia de Albacete)
- Motilla del Palancar: 103.6 FM (Posteriormente POP 10 FM y actualmente Los 40 La Manchuela)
- Toledo: 93.6 FM (Posteriormente SER+ Provincia de Toledo)

#### Castilla y León
- Valladolid: 101.9 FM (Posteriormente SER+ Provincia de Valladolid)
- Salamanca: 104.6 FM (Posteriormente Los40Classic) y 102.3 FM (Posteriormente SER+ Provincia de Salamanca)

#### Cataluña
- Barcelona: 104.2 FM (Posteriormente Los40 Dance y actualmente LOS40 Urban)
- Lérida: 103.6 FM (Posteriormente SER Cataluña) (Cataluña, Franja de Aragón, Andorra y Pirineos Orientales)
- Gerona: 94.4 FM (Posteriormente Los40 Classic)

#### Comunidad de Madrid
- Madrid: 104.3 FM (Posteriormente SER+ Comunidad de Madrid)

#### Comunidad Valenciana
- Alicante: 90.0 FM (Posteriormente SER+ Provincia de Alicante y actualmente LOS40 Classic)
- Castellón de la Plana: 105.1 FM (Posteriormente Los40 Dance y actualmente LOS40 Urban)
- Gandía: 95.5 FM (Posteriormente Los40 Classic)
- Valencia: 95.7 FM (Posteriormente SER+ Provincia de Valencia)

#### Extremadura
- Almendralejo: 101.8 FM (Posteriormente Radiolé)
- Cáceres: 103.1 FM (Posteriormente Los40 Classic)

#### Galicia
- Pontevedra: 92.7 FM (Posteriormente Los40 Dance)
- Vigo: 104.7 FM (Posteriormente Rock FM)

#### Islas Baleares
- Mallorca: 96.1 FM (Posteriormente SER+ Consejo Insular de Mallorca)

#### País Vasco
- Bilbao: 107.0 FM (Posteriormente SER+ Vizcaya)

#### Región de Murcia
- Murcia: 91.6 FM (Posteriormente SER+ Murcia)